# Vandtrædere
Vandtrædere (Haliplidae) er en familie af biller. Familien indeholder 200 arter i 4 slægter. I Danmark findes 18 arter bl.a. plettet vandtræder.
Vandtrædere når en længde på mellem 1,5 og 5 mm. Deres farver er gule til lysbrune. De voksne biller er altædende, mens larverne lever af alger.

## Klassifikation
Familie: Haliplidae
- Slægt: Apteraliplus
- Slægt: Brychius
- Slægt: Haliplus
- Slægt: Peltodytes